# Championnat de Hong Kong de football 2021-2022
Navigation
Saison précédente Saison suivante
La saison 2021-2022 de Premier League de Hong Kong  (aussi connu sous le nom de BOC Life Hong Kong Premier League pour des raisons de parrainage) est la huitième saison du Championnat de Hong Kong de football, la division supérieure de football à Hong Kong.
Le club Kitchee SC est le tenant du titre.

## Effets de la pandémie de COVID-19
Le 5 janvier 2022, le gouvernement de Hong Kong a annoncé un renforcement des mesures de distanciation sociale entre le 7 et le 20 janvier afin de contrôler l'épidémie d'Omicron. Les installations de loisirs publiques, telles que les terrains de football, ont été fermées et les membres du il était interdit au public de se rassembler en groupes de plus de deux, ce qui rendait impossible la poursuite de la saison. L'Association de football de Hong Kong a annoncé le même jour qu'elle reporterait également tous les matchs prévus au cours de la période de deux semaines successives.
Après que les mesures aient été prolongées à plusieurs reprises au cours des semaines successives, le gouvernement a annoncé le 22 février qu'il prolongerait les mesures jusqu'au 20 avril, ce qui rendrait presque impossible de terminer la saison avant la fin de la plupart des contrats de joueurs le 31 mai. La Fédération de Hong Kong de Football a tenu une réunion d'urgence avec les clubs le 25 février, après quoi il a été déterminé que le reste de la saison serait annulé.

## Déroulement de la saison
Un total de 8 équipes dispute le championnat, six d'entre elles ont déjà participé à la saison précédente de cette même compétition. Le promu est Hong Kong FC et HK U23 Football Team qui remplace le Pegasus et le Happy Valley qui ont annoncé leur retrait du championnat à partir de cette saison.
Avec un championnat réduit à huit équipes, le format change. Dans la première phase, les équipes se rencontrent deux fois, après 14 journées le championnat est scindé en deux, les quatre premiers jouent pour le titre et les quatre derniers pour la relégation.

## Compétition
Le barème de points servant à établir les classements se décompose ainsi :
- Victoire : 3 points
- Match nul : 1 point
- Défaite : 0 point

### Première phase
| Rang | Équipe               | Pts | J | G | N | P | Bp | Bc | Diff |
| ---- | -------------------- | --- | - | - | - | - | -- | -- | ---- |
| 1    | KC Southern          | 12  | 4 | 4 | 0 | 0 | 12 | 1  | +11  |
| 2    | Kitchee SCT          | 10  | 4 | 3 | 1 | 0 | 15 | 3  | +12  |
| 3    | Lee Man FC           | 7   | 3 | 2 | 1 | 0 | 9  | 2  | +7   |
| 4    | Eastern Sports Club  | 6   | 4 | 2 | 0 | 2 | 8  | 4  | +4   |
| 5    | Rangers FC           | 6   | 4 | 2 | 0 | 2 | 11 | 15 | -4   |
| 6    | Hong Kong FC P       | 1   | 4 | 0 | 1 | 3 | 4  | 11 | -7   |
| 7    | HK U23               | 1   | 4 | 0 | 1 | 3 | 3  | 16 | -13  |
| 8    | Resources Capital FC | 0   | 3 | 0 | 0 | 3 | 3  | 13 | -10  |

|  | Qualification pour la poule championnat                                         |
|  | T : Tenant du titre C : Vainqueur de la Coupe de Hong-Kong P : Club promu de D2 |

### Deuxième phase
- Tous les matchs ont été annulés.

## Résultats

### Saison régulière
| Domicile \ Extérieur | KIT    | EAS    | LEE    | SOU    | RAN    | RES    | HKF    | U23    |
| -------------------- | ------ | ------ | ------ | ------ | ------ | ------ | ------ | ------ |
| Kitchee              |        | 1–0    | Annulé | Annulé | Annulé | Annulé | Annulé | 6–0    |
| Eastern              | Annulé |        | Annulé | 0–1    | 4–2    | 4–0    | Annulé | Annulé |
| Lee Man              | 2–2    | Annulé |        | Annulé | Annulé | Annulé | Annulé | 4–0    |
| Southern             | Annulé | Annulé | Annulé |        | Annulé | Annulé | 3–0    | 4–1    |
| Rangers              | 1–6    | Annulé | Annulé | Annulé |        | Annulé | Annulé | Annulé |
| Resources Capital    | Annulé | Annulé | Annulé | 0–4    | 3–5    |        | Annulé | Annulé |
| HKFC                 | Annulé | Annulé | 0–3    | Annulé | Annulé | Annulé |        | Annulé |
| HK U23               | Annulé | Annulé | Annulé | Annulé | 2–3    | Annulé | 2–2    |        |

### Groupe championnat
- Tous les matchs ont été annulés.

## Parcours en coupes d'Asie

### Parcours continental des clubs
Le parcours des clubs de Hong Kong en coupe d'Asie est important puisqu'il détermine le coefficient AFC, et donc le nombre de clubs de Hong Kong présents en coupe d'Asie les années suivantes.
| Club       | Compétition         | Résultat                              | Ultime(s) adversaire(s) | Ultime(s) adversaire(s) | Ultime(s) adversaire(s) |
| ---------- | ------------------- | ------------------------------------- | ----------------------- | ----------------------- | ----------------------- |
| Kitchee SC | Ligue des champions | Éliminé aux huitièmes de finale       | Pathum United           | Pathum United           | Pathum United           |
| Eastern AA | Coupe de l'AFC 2022 | Qualifié aux Demi-finales inter-zones |                         |                         |                         |
| Lee Man    | Coupe de l'AFC 2022 | Éliminé en Phase de Groupe(Groupe J)  | Eastern AA              | Taïwan City             |                         |